# Prvok (stavba)
Prvok je světově první 3D tištěný plovoucí dům. Za jeho vznikem stojí trojice autorů a zároveň spoluzakladatelů firmy Scoolpt: umělec a budějovický rodák Michal Trpák, architektka, vysokoškolská pedagožka a spoluzakladatelka experimentálního zapsaného ústavu PETMAT na ČVUT, Kateřina Nováková a architekt, expert na 3D tisk a vysokoškolský pedagog Jiří Vele. Dům byl vyroben v červnu 2020 v Českých Budějovicích, v červenci 2020 přepraven do Prahy-Holešovic a přemístěn na ponton a s ním poté přepraven ke Střeleckému ostrovu, kde byl 18. srpna 2020 slavnostně otevřen. Od roku 2021 je Prvok umístěn v areálu Nového Dvora vedle budovy Residence Safari Resort, čp. 26 v Hluboké u Borovan, kam byl přemístěn 15. dubna 2021 a kde je inzerován jako pronajímatelné ubytovací zařízení.

## Historie

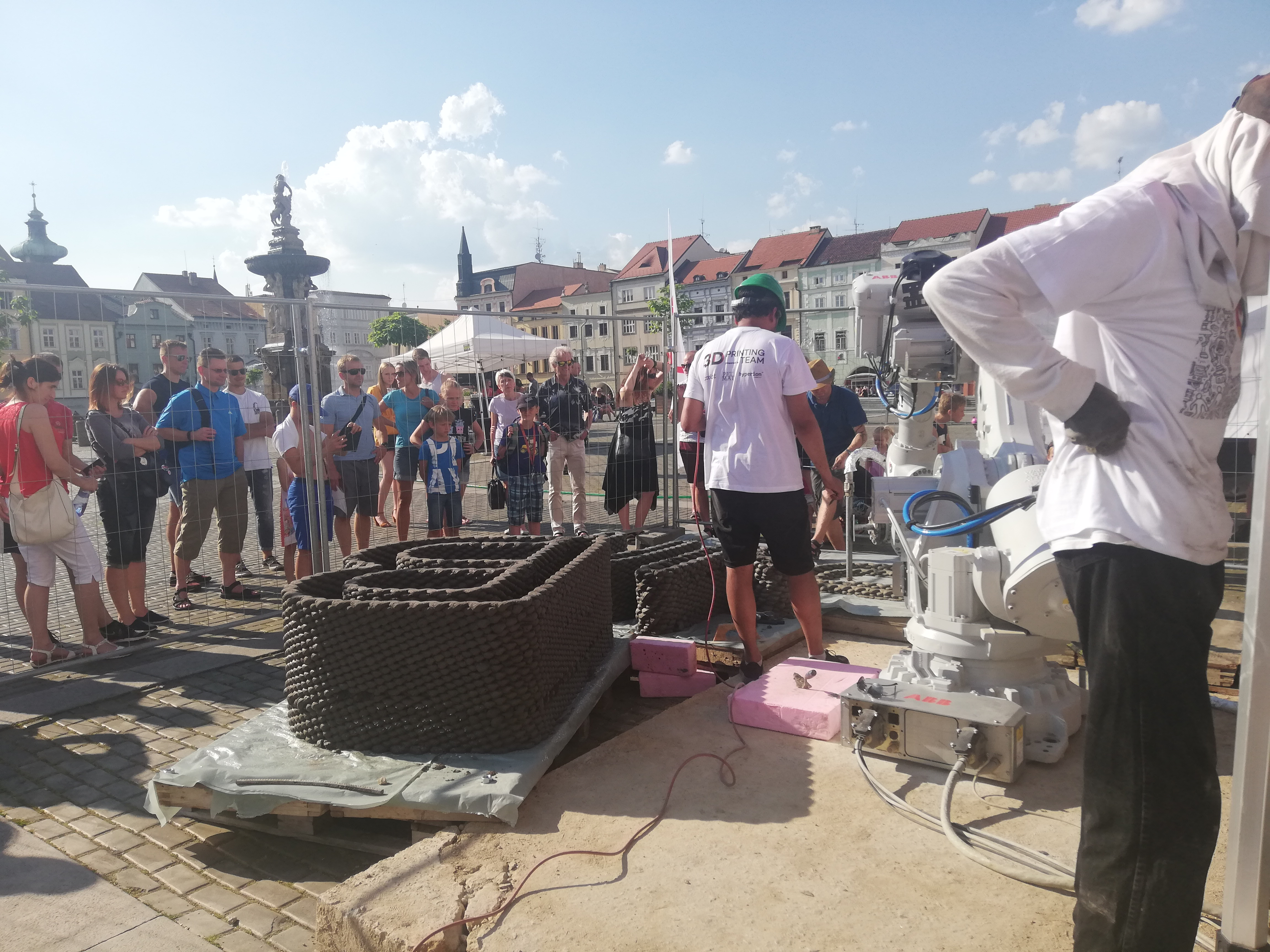
Dvanáctý ročník festivalu Umění ve městě v Českých Budějovicích

První experimenty týkající se 3D tisku z betonu, kterých se budoucí spoluzakladatelé firmy Scoolpt dopustili, se odehrály v Českých Budějovicích v roce 2019 v rámci dvanáctého ročníku festivalu Umění ve městě. Robota pro 3D tisk zapůjčila firma ABB a samotného tisku se zúčastnil mezinárodní tým spojený ze studentů experimentálního ústavu PETMAT při ČVUT, oborníků z Hyperion Robotics a BASF a samozřejmě Jiří Vele, Kateřina Nováková a Michal Trpák. Právě zde, po úspěšném vytisknutí několika objektů městského mobiliáře a uměleckých děl, vznikla myšlenka pustit se společně do tisku domu.
Jen několik málo měsíců na to vznikla firma Scoolpt a do projektu se zapojil hlavní partner Buřinka od České spořitelny. Jelikož se jednalo o první 3D tištěnou stavbu v České republice bylo nutné, aby tato technologie podstoupila sérii různých testů. Jedním z nich byla zatěžovací zkouška, která proběhla na Stavební fakultě ČVUT. 3D tištěná zeď nakonec podle propočtů statiků unesla více než 400 tun.
Designový návrh předložil Michal Trpák a za architektonickou část zodpovídali Kateřina Nováková a Jiří Vele, který se poté ujal i přípravy scriptu pro robotický tisk. V průběhu práce na návrhu, která zabrala více než půl roku, se zapojilo několik dalších architektů, mezi nimi například i český vesmírný architekt Tomáš Rousek. Výsledným návrhem vznikl v půdorysu oválný objekt, složený ze dvou zdí, vnější a vnitřní a tří oddělitelných částí - dvou betonových a jedné dřevostavby.

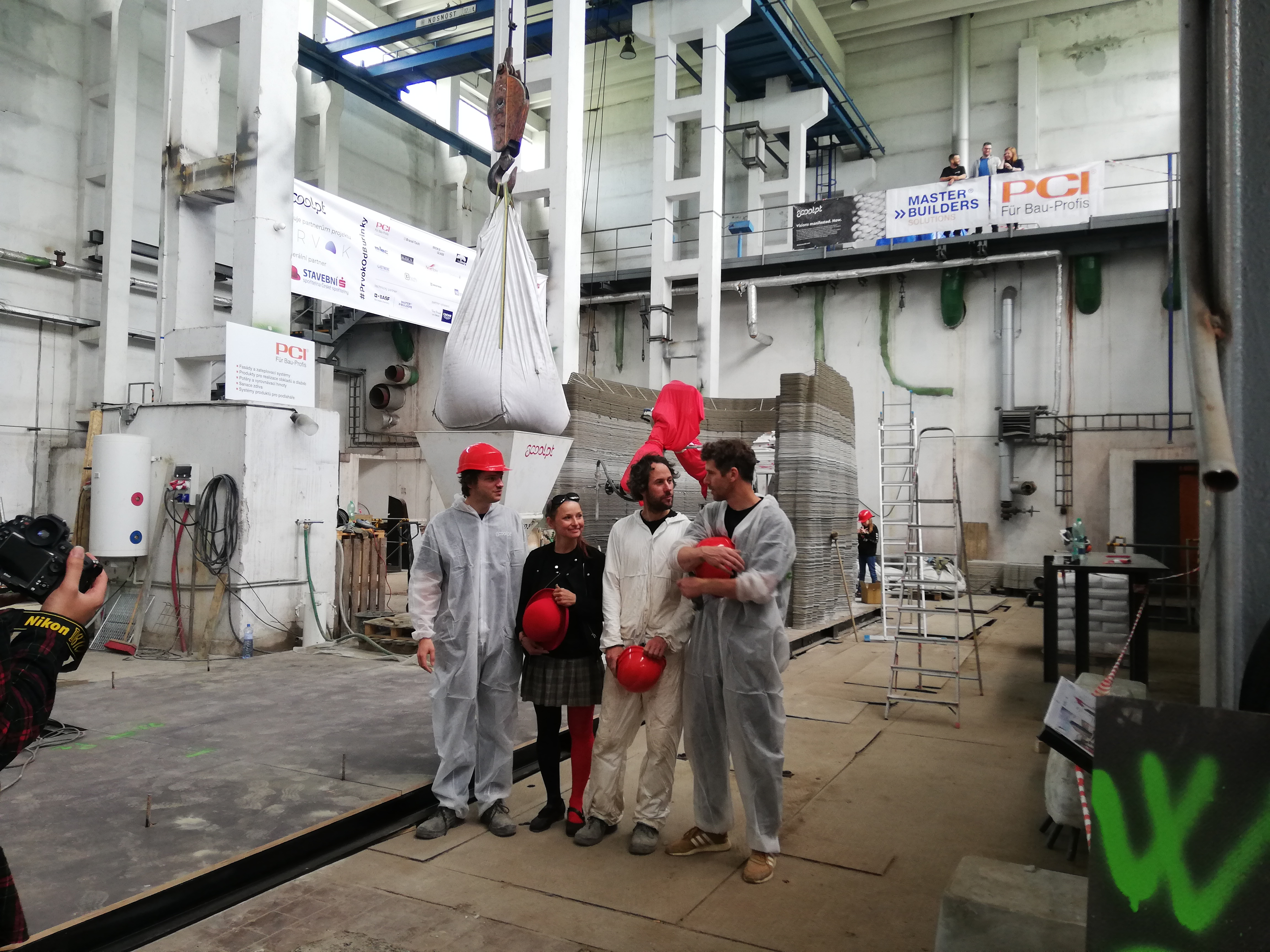
Tým Scoolp při tisku Prvoka

Samotný tisk Prvoka se odehrál v hale tepelného výměníku v Českých Budějovicích v červnu v roce 2020. Aby betonové vrsty dobře prosychaly, byl tisk rozdělen na dvě fáze. Na tisk ložnice a tisk koupelny. Celý tisk trval přibližně 32 hodin a vysychal čtyři týdny.Poté Prvoka čekaly dokončovací práce. Zejména vestavba dřevostavby s vloženým oválným oknem a vytvoření koupelnové mozaiky. V červencí téhož roku bylo hotovo a Prvok byl převezen z Českých Budějovic do Prahy-Holešovic a jeřábem přesunut na ponton.
Poslední cesta, která Prvoka čekala před vernisáží, byla plavba z Holešovic na Střelecký ostrov, kde 18. 8. 2020 došlo k slavnostnímu otevření. Po Střeleckém ostrově byl v Praze umístěn ještě na Smíchovské náplavce a následně v Marina Dock v Libni, 15. dubna 2021 pak byl přemístěn do v Safari Resortu v Hluboké u Borovan.

## Popis designu

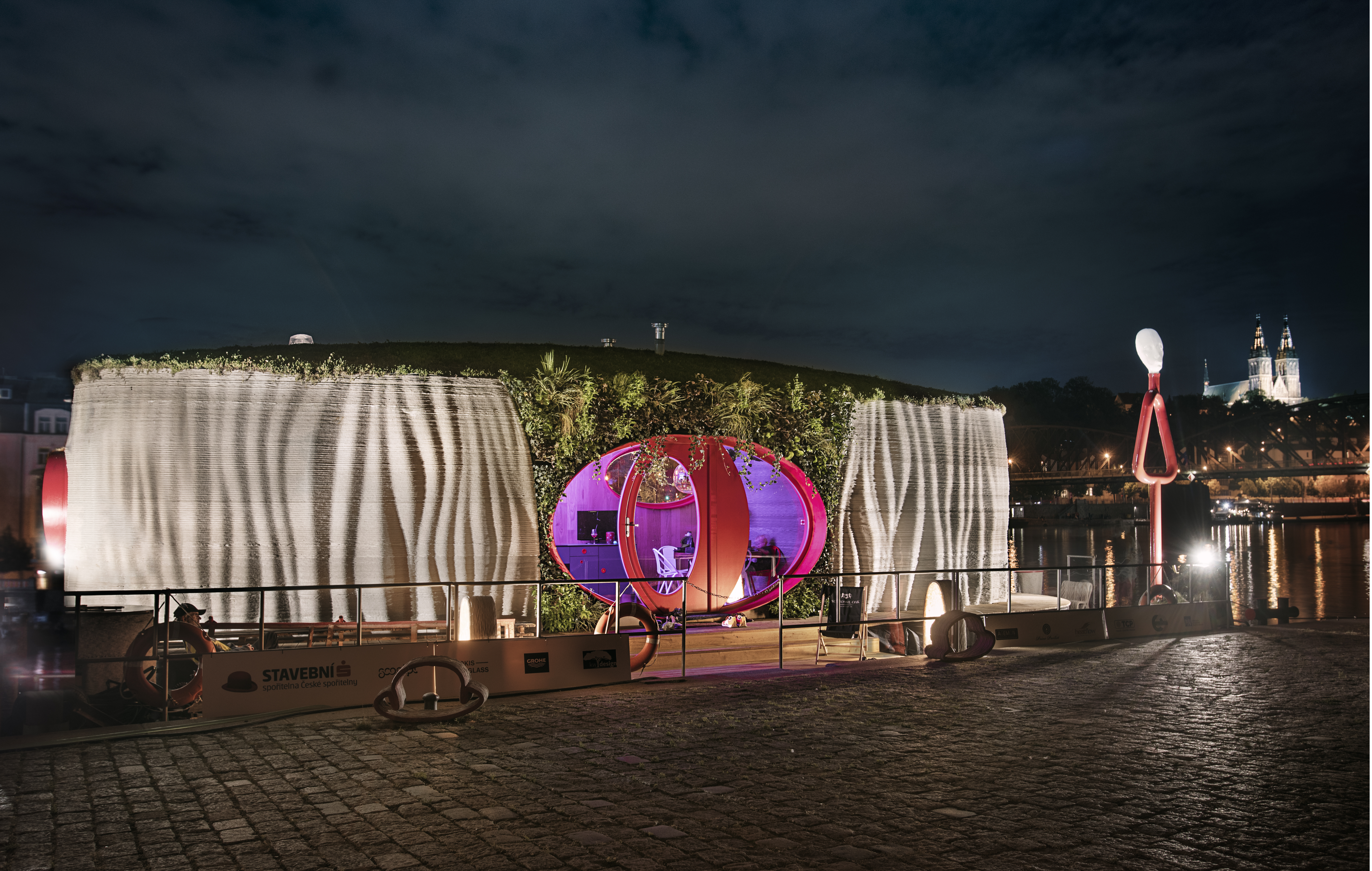
Prvok - noční pohled

Betonové části tvoří větší část stavby a jedná se o dvě naproti sobě postavená céčka - jedno pro ložnici a jedno pro koupelnu. Vnější stěna je rozvlněna tak, že v půdorysu budova skutečně připomíná organický tvar jednobuněčného organismu prvoka. Střed je tvořen dřevostavbou obloženou zelenou stěnou, do níž je vestavěné velké ovalné okno s vepsanými oválnými dveřmi na čelní straně a dvěma oválnými okny na zadní straně. Střecha je celozelená.
Na interiéru se podílelo několik dalších partnerů. Mezi nejzajímavější prvky patří police a koupelnové umyvadlo ze subfosilního dřeva, 3D tištěná baterie z titanu nebo třeba 3D tištěné reproduktory z písku. Pro ložnici byla vytvořena polooválná postel na zakázku a pro koupelnu objednána ekologická přečerpávací sprcha, která dokáže recyklovat až 90% vody.